# Берен Гьокйълдъз
Берен Гьокйълдъз (на турски: Beren Gökyıldız) е турска дете-актриса. Известна е главно с ролята си на Мелек/Турна в телевизионния сериал „Майка“, на Ойкю в сериала Дъщеря ми, както и на Айше в сериала „Нашата история“.

## Биография
Берен Гьокйълдъз е родена на 29 септември 2009г. в Истанбул. Тя продължава образованието си в основно училище. Тя започва актьорската си кариера, като се появява в телевизионния сериал на Fox TV „Семейството на съпруга ми“  и печели благоволението на публиката с героя си.
Въпреки младата си възраст, тя успява да направи успешно представяне и по-късно се появява в шоуто Güldür Güldür (Смях, смях) на Show TV. След това тя получава роля в сериала на Star TV Майка като Мелек Акчай и споделя главната роля с Вахиде Перчин и Джансу Дере.

## Филмография
| Кино        | Кино                       | Кино                | Кино              |
| Година      | Заглавие                   | Роля                | Бележки           |
| ----------- | -------------------------- | ------------------- | ----------------- |
| 2016        | Boşu Bir Yerde             | Elmas               | водеща роля       |
| 2018        | Bal Kaymak                 | Bade                | водеща роля       |
| Телевизия   |                            |                     |                   |
| Година      | Заглавие                   | Роля                | Бележки           |
| 2014 – 2015 | Семейството на съпруга ми  | Пелин               | поддържаща роля   |
| 2016        | Смях, смях (комедийно шоу) | Себе си             | театрална актриса |
| 2016 – 2017 | Майка                      | Мелек Акчай / Турна | водеща роля       |
| 2018        | Нашата история             | Айше                | поддържаща роля   |
| 2018 – 2019 | Дъщеря ми                  | Ойкю Текин Гьоктюрк | водеща роля       |
| 2020        | Доктор Чудо                | Бетюш               | поддържаща роля   |
| 2020        | Детство                    | Мави / Ширин        | водеща роля       |

## Награди
| Година | Награда                                             | Категория                            |
| ------ | --------------------------------------------------- | ------------------------------------ |
| 2015   | Медийни награди на Истанбулския университет Гелисим | най-любима детска актриса на 2015 г. |
| 2016   | 43-та награда Pantene Golden Butterfly              | най-добра детска актриса             |
| 2017   | Телевизионни награди на Университета Билкент        | най-добра детска актриса             |
| 2017   | Гимназия за изящни изкуства „Мимар Синан“           | най-добра детска актриса на годината |